# 酒井秋男
酒井 秋男（さかい あきお、1943年12月5日 - ）は、日本の動物学者。専門は高地生物学、加齢医科学。

## 人物
長野県伊那市西春近生まれ。1965年信州大学教育学部卒。「高所環境下にみられる右心室肥大の解明」で1978年4月、信州大学より医学博士の学位を取得。1985年アメリカ留学。
元松本大学人間健康学部スポーツ健康学科教授、2013年3月定年退職。元信州大学医学部助教授。

## 著書
- 酒井秋男 (1996), 柴田治; 藤山静雄, eds., 高地生物学, 内田老鶴圃, ISBN 4753640442

## 論文
- 国立情報学研究所収録論文 国立情報学研究所
- 酒井秋男 (2013), “ふるさとへの思いと期待”, ふるさとだより (伊那市) 17:  11 2013年6月14日閲覧。
- 宮尾嶽雄; 両角徹郎; 両角源美; 花村肇; 佐藤信吉; 赤羽啓栄; 酒井秋男 (1963), “本州八ケ岳のネズミおよび食虫類 : 第1報 亜高山森林帶のネズミおよび食虫類”, 動物学雑誌 72 (5):  133-138
- 宮尾嶽雄; 両角徹郎; 両角源美; 花村肇; 佐藤信吉; 赤羽啓栄; 酒井秋男 (1963), “本州八ケ岳のネズミおよび食虫類 : 第2報 亜高山森林帶におけるヒメネズミおよびヤチネズミの性比, 体重組成および繁殖活動”, 動物学雑誌 72 (7):  187-193
- 宮尾嶽雄; 両角徹郎; 両角源美; 花村肇; 赤羽啓栄; 酒井秋男 (1964), “本州八ヶ岳のネズミおよび食虫類 : 第3報 亜高山森林帶のスミスネズミ”, 動物学雑誌 73 (7):  189-195
- 宮尾嶽雄; 両角徹郎; 両角源美; 赤羽啓栄; 酒井秋男; 花村肇 (1965), “本州八ケ岳のネズミおよび食虫類 第4報 : 亜高山森林帶におけるヒメヒミズおよびトガリネズミの体重組成および繁殖活動”, 動物学雑誌 74 (3):  76-81
- 宮尾嶽雄; 両角徹郎; 両角源美; 赤羽啓栄; 酒井秋男 (1964), “八ケ岳におけるトガリネズミおよびヒメヒミズの体重組成および繁殖活動(遺伝・細胞・生態)”, 動物学雑誌 73:  383
- 宮尾嶽雄; 赤羽啓栄; 酒井秋男; 大石康弘; 小穴広光; 西野武久; 山下幹夫; 柳平坦徳 (1963), “志賀高原におけるネズミ相の季節的変化(予報)(生態・心理)”, 動物学雑誌 72:  365